# António Folha
António Folha (Vila Nova de Gaia, 21 mei 1971) is een Portugees oud-voetballer. Folha was een middenvelder.

## Spelerscarrière
Folha genoot z'n jeugdopleiding bij FC Porto. Hij sloot er in 1989 aan bij de A-kern. Hij bleef er uiteindelijk aangesloten tot 2003 en werd in die periode vijf keer uitgeleend: aan Gil Vicente FC, SC Braga, Standard Luik (twee keer) en AEK Athene. In 2003 verhuisde hij naar FC Penafiel, waar hij twee jaar later z'n spelerscarrière afsloot.
Tussen 1993 en 1996 was Folha international bij Portugal. Hij speelde 26 interlands, waarin hij 5 doelpunten maakte.

## Trainerscarrière
Na z'n afscheid als speler bleef hij aan de slag bij FC Penafiel, maar dan als assistent-trainer. In 2007 eindigde de samenwerking. In 2008 ging hij aan de slag bij FC Porto, waar hij voor de jeugd ging werken. In 2013 werd hij assistent-trainer van FC Porto B, het reserveteam van de club. In 2014 werd hij even gepromoveerd tot assistent-trainer van het eerste elftal, om nadien terug bij de jeugd aan de slag te gaan. Tussen 2016 en 2018 was hij hoofdcoach van FC Porto B.
In 2018 verliet Folha na tien jaar FC Porto om hoofdtrainer te worden van Portimonense SC.
1 Baía  ·
2 Secretário ·
3 Paulinho Santos ·
4 Oceano ·
5 Couto ·
6 Tavares ·
7 Paneira ·
8 Pinto ·
9 Sá Pinto ·
10 Costa ·
11 Cadete ·
12 Alfredo ·
13 Dimas ·
14 Barbosa ·
15 Domingos Paciência ·
16 Hélder ·
17 Porfírio ·
18 Folha ·
19 Sousa ·
20 Figo ·
21 Madeira ·
22 Rui Correia ·
Coach: Oliveira